# C. P. Snow
Charles Percy Snow (Leicester, 15 de outubro de 1905 – Londres, 1 de julho de 1980) foi um físico e romancista inglês. Teve diversos cargos no governo do Reino Unido
Foi educado na  Leicestershire and Rutland College, atual Universidade de Leicester, e na Universidade de Cambridge, onde se tornou membro do Christ's College, em 1930.
Como escritor é mais conhecido pela série Strangers and Brothers e pela palestra de 1959 chamada The Two Cultures, na qual ele lamentou a distância entre os cientistas e os intelectuais literários.